# Chu Teh-Chun
Pour les articles homonymes, voir Chu.
Chu Teh-Chun (chinois : 朱德群 ; pinyin : zhū déqún), né le 24 octobre 1920 à Baitou Zhen dans le Xian de Xiao, municipalité de Suzhou, province de l'Anhui, en Chine, et mort au Kremlin-Bicêtre le 25 mars 2014,, est un peintre contemporain, également calligraphe et graveur, installé en France depuis 1955.
Maître de l'abstraction lyrique, ce mouvement pictural laissant libre cours à l'inspiration, il a tracé son sillon dans le paysagisme abstrait. Il était membre de l'Académie des beaux-arts depuis 1997.

« Il est le seul peintre de sa génération à être allé aussi loin dans sa recherche pour créer une symbiose de ses deux cultures. »

— François Cheng

## Biographie
Fils et petit-fils de médecins, lettrés et collectionneurs de calligraphies et de peintures chinoises, Chu Teh-Chun naît le cadet de trois fils.
Il entre en 1935 à l’école des beaux-arts de Hangzhou où il est l'élève de Lin Fengmian (林风眠 / 林風眠, lín fēngmián). Il y fait plus de cinq cents aquarelles des paysages du lac de l'Ouest dans le style traditionnel chinois pendant son temps libre. Il pense s'orienter vers cette peinture, mais l'école de Hanzhou n'ayant pas de section peinture chinoise, il se dirige finalement vers la peinture occidentale.
Pendant son service militaire, il rencontre Wu Guanzhong qui devient son ami.
Le 27 juillet 1937 survient la guerre sino-japonaise, provoquant l'exode des universités vers l'ouest de la Chine, atteint en 1939 Kunming dans le Yunnan puis s'établit à Songlinkang dans le Sichuan où professeurs et étudiants arrivent en 1940. En 1941, il est nommé professeur assistant dans sa propre école et professeur titulaire en 1942 à l'université de Nankin repliée près de Chongqing.
En 1949, Il s'installe à Taipei, et devient professeur à l’école d’industrie, section architecture, en 1950. En 1951, il y est professeur à l'université normale nationale où il enseigne la peinture occidentale.
Le 29 mars 1955, Chu Teh-Chun embarque de Taïwan pour l’Europe, en compagnie de sa femme, Tung Ching-Chao, artiste comme lui ; il passe par Hong-Kong, Saïgon, Ceylan, Port Saïd, Le Caire où il découvre l'art égyptien qui le passionne alors ; il débarque le 5 mai à Marseille et s’installe finalement à Paris. Il peint des paysages de Paris, dessine à l'Académie de la Grande Chaumière, visite le musée du Louvre, les galeries et les expositions. Un voyage en Espagne lui fait découvrir le Prado et Goya, Tolède et les œuvres du Greco.
En 1956, il découvre de visu l’art abstrait, notamment lors de la rétrospective Nicolas de Staël. De 1956 à 1961, il rencontre ses premiers succès à Paris et, dès 1964, sa réputation se propage à l'étranger à l'occasion d'expositions au Carnegie Museum of Art de Pittsburgh, à Jérusalem, à Athènes et en 1969, à la Biennale de São Paulo.
En 1976, il renoue avec la calligraphie qu’il a pratiquée dans sa jeunesse.
En 1979, il revoit à Paris son ancien professeur, Lin Fengmian, lors d'une exposition au musée Cernuschi (musée municipal des arts asiatiques de Paris). Il revoit également son ami sculpteur Liu Kaiqu, venu en délégation artistique à Paris. Il renoue alors ses relations avec les artistes de la Chine continentale tels que Wu Guanzhong.
En 1983, il siège au jury de l’université chinoise de Hong Kong. Il fait un voyage à Pékin, où il est invité par l’Union des artistes de Chine. Sa renommée, partie d’Occident, s’étend maintenant à l’Asie. En 1987, le musée national d’histoire de Taipei (République de Chine) organise une grande exposition rétrospective, lui permettant ainsi, pour la première fois depuis trente-deux ans qu’il a quitté son pays, de montrer l’ensemble de son œuvre.
En 1991, il s'installe à Vitry-sur-Seine, dans le Val-de-Marne, où il tiendra également son atelier. Il crée une estampe pour la roseraie du Val-de-Marne et participe au projet « Les yeux fertiles », dont l'initiative revient à Raoul-Jean Moulin, en hommage au poète Paul Éluard. Ces œuvres entrent alors au musée d'Art contemporain du Val-de-Marne (Mac Val), également situé à Vitry-sur-Seine.
Chu Teh-Chun est élu le 17 décembre 1997 à l'Académie des beaux arts, dans la section de peinture, au fauteuil de Jacques Despierre.
L'Association française d'action artistique organise une exposition rétrospective de ses œuvres, qui sera diffusée de 1997 à 1998, au musée des beaux-arts de Pékin, puis de Hong-Kong, de Kaohsiung (à Taïwan) et enfin de Taipei.
En 2002, il crée La Symphonie festive pour l'opéra de Shanghaï ; accrochée dans le hall d'entrée de l'opéra, elle est inaugurée le 27 août 2003.
Entre le 29 mai 2006 et le 11 décembre 2008, il travaille à la manufacture nationale de Sèvres (de céramiques) où il réalise des céramiques, prenant pour base de la porcelaine chinoise blanche, et y ajoutant du bleu de cobalt, comme les Persans et de l'or dans la tradition européenne. Il nomme la totalité de son œuvre de 56 vases « De neige, d’or et d’azur ». Celle-ci est exposée dans la rotonde du musée Guimet (musée national des Arts asiatiques), à Paris, du 10 juin au 7 septembre 2009,.
Du 5 mars au 30 mars 2010, une rétrospective lui est consacrée, alors qu'il a 90 ans, au musée national de Chine, à Pékin.
Chu Teh-Chun meurt à Paris en 2014 à 93 ans. Il est inhumé au cimetière du Père-Lachaise (division 39).

## Postérité

### Fondation
La Fondation Chu Teh-Chun, organisation à but non lucratif, est créée à Genève en 2017 par la famille Chu. Elle se consacre à la collecte, l'exposition, la conservation des archives de l'artiste.

### Documentaire
En 2020 est présenté Chu Teh-Chun - 朱德群, film consacré à la vie et à l'œuvre de l’artiste, réalisé par Christophe Fonseca et produit par Les Films de l'Odyssée, en collaboration avec la Fondation Chu Teh-Chun, à l’occasion de la commémoration du centenaire de sa naissance.
Ce film de 80 minutes révèle le style de l'artiste à travers une combinaison de mises en scène créatives, de paysages oniriques, d'images d'archives, des citations et de conversations inédites. Il a été diffusé au musée Guimet, au musée d'Art asiatique de Nice, à Londres à l'université SOAS, à New York au Moma puis dans divers festivals comme le festival du film sur l'art du Louvre en 2022, au MIFAC d'Angoulême en 2025, ainsi que sur plusieurs chaînes européennes.

### Prix Chu Teh-Chun
En 2020 est créé un prix Chu Teh-Chun avec l'École international de Genève puis, en 2022, à l'École international de Dakar afin d'encourager la création artistique dans le cadre du baccalauréat international.

### Cote
L'œuvre de Chu Teh-Chun peut atteindre des records dans les ventes les plus prestigieuses. Forêt blanche n° 2 (白色森林之二) de 1997 est vendue 60,02 millions de yuans chinois en 2012, lors d'une vente aux enchères à Hong Kong. En 2013, une huile de 1998 est vendue 744 000 € chez Sotheby's à Paris, tandis que le record est atteint à Hong Kong pour une huile de 1963, vendue plus de 6 700 000 € chez Christie's. En avril 2015, lors d'une vente organisée par la maison Besch à Cannes, une composition Sans titre de 1989 est estimée entre 120 000 et 170 000 €.

## Expositions

### De son vivant
- 1982 : Exposition rétrospective, musée des beaux-arts André-Malraux, Le Havre
- 1991 : Musée d'Art contemporain de Dunkerque avec le sculpteur Albert Féraud
- 2007 : Rétrospective au Museum à Tokyo Royal Ueno[19]
- 2009 : « De neige, d’or et d’azur », musée national des arts asiatiques - Guimet, Paris
- 2010 : Rétrospective, musée national de Chine, Pékin
- 2013-2014 : « Chu Teh-Chun, les Chemins de l'abstraction », Pinacothèque de Paris[20],[21]

### Expositions posthumes
- 2015 : « Amours océanes » (huiles), fondation Monticelli, Marseille[22]
- 2024 : « In Nebula », fondation Giorgio-Cini[23], à l’occasion de la 60e édition de la Biennale de Venise ; publication d'une monographie de Matthieu Poirier
- 2025 : « Vertigo »[24], exposition collective à la fondation Carmignac

#### En français
- Georges Boudaille, « Chu Teh-Chun » dans Cimaise, no 64, Paris, mars-juin 1963.
- Hubert Juin, Chu Teh-Chun, éditions Le Musée de poche, Paris, 1979.
- Gérard Xuriguera, « Chu Teh-Chun » dans Cimaise, no 159, Paris, 1982.
- Pierre Cabanne, Chu Teh-Chun, Cercle d’art, Paris, 1993 ; texte bilingue français/anglais, Flammarion, Paris, 2000.
- Yvan Mécif (dir.), Rémanences, revue de création littéraire et artistique, no 3, 1994.
- Chu Teh-Chun, avant-propos par Pierre Restany (texte bilingue français/anglais), éditions galerie Enrico Navarra, Paris, 2000.
- Jean-Paul Desroches, De neige, d’or et d’azur : l'œuvre céramique de Chu Teh-Chun », éditions de la Martinière, Paris, 2009.
- Pierre Cabanne et Marc Restellini, Chu Teh-Chun : les chemins de l'abstraction, éd. Pinacothèque de Paris et éd. Gourcuff / Gradenigo, Paris, 2013  (ISBN 978-2-35867-042-5).
- Matthieu Poirier, In Nebula, éditions Gallimard, Paris, 2024 ; monographie à l'occasion de l'exposition à la fondation Cini (présentation sur le site des éditions Gallimard).

#### En chinois
- (zh) « 中国油画十家 – 朱德群 », zhōngguó yóuhuà shí jiā – zhū déqún, « Dix peintres à l'huile chinois – Zhu Dequn », 2004, de Wang He (王鹤, wáng hè), éditions 世界知识出版社  (ISBN 978-7-5012-2420-3).
- (zh) « 朱德群 – 从汉家子到法兰西院士 », zhū déqún – cóng hàn jiāzi dào fǎlánxī yuànshì, « zhū déqún – De l'enfance Han à l'Académie française », de zhūqíng (朱晴), édition 河南文艺, Hénán wényì, 2007  (ISBN 9787806237151).
- (zh) « 朱德群 », de 吴钢编著, wú gāngbiānzhù, édition 河北教育出版社, 2009,  (ISBN 978-7-5434-7130-6).
- (zh) 朱德群传-法兰西学院的华人艺术家, de Zhou Wa (周瓦, zhōu wǎ, édition 江苏人民, 1er mars 2012  (ISBN 978-7-214-07822-3).
- (zh) 朱德群回顾展”展览现场, présentation des outils utilisés par Chu Teh-Chun sur art.china.cn.

### Vidéo
- « Chu Teh-Chun » sur l'Encyclopédie audiovisuelle de l'art contemporain.